# Michael Lessnoff
Michael Lessnoff é actualmente professor de ciência política na Universidade de Glasgow (tendo anunciado a aposentadoria no final do ano lectivo 2004-2005).
Sua obra debruça-se sobretudo com questões do surgimento da modernidade, seu contexto histórico, geográfico e religioso, a teoria de Max Weber e de Ernest Gellner.

## Extracto da obra
- Ernest Gellner and Modernity (2002)
- Political Philosophers of the Twentieth Century (1998)
- The Spirit of Capitalism and the Protestant Ethic: An Enquiry into the Weber Thesis (1994)
- Social Contract (1986)
- The Structure of Social Science (1973)